# Merab Gigauri
Merab Gigauri (gruz. მერაბ გიგაური, ur. 5 czerwca 1993 w Tbilisi) – gruziński piłkarz występujący na pozycji pomocnika w Keşlə Baku, reprezentant Gruzji.

## Kariera klubowa
Karierę na poziomie seniorskim rozpoczął w klubie Torpedo Kutaisi, w którego barwach rozegrał w sezonie 2010/11 dwadzieścia meczów i strzelił jednego gola w spotkaniu z SK Zestaponi, wygranym 1:0. Latem 2011 roku był testowany przez Widzew Łódź. Pod koniec sierpnia został wypożyczony na rok z opcją transferu definitywnego do Jagiellonii Białystok. Wystąpił w trzech pojedynkach w Ekstraklasie i po zakończeniu rozgrywek powrócił do Gruzji.

## Kariera reprezentacyjna
Reprezentant kraju do lat 17, 19 i 21. 5 czerwca 2013 zanotował jedyny występ w seniorskiej reprezentacji Gruzji w towarzyskim meczu z Danią (1:2).